# Медный кувшин старика Хоттабыча
«Медный кувшин старика Хоттабыча» — сказка-быль Сергея Кладо (первые издания — под псевдонимом Сергей Обломов), издательство «Захаров» (2000—2006), использует и обыгрывает общую фабулу повестей «Медный кувшин» Ф. Энсти (англ. The Brass Bottle, 1900) и «Старик Хоттабыч» (1938) Лазаря Лагина. Действие происходит в самом конце XX века.

## Сюжет
Главный герой Гена Рыжов по прозвищу Genius (то есть Гений или Джинн) — хакер и борец за свободу в интернет-пространстве. Он выпускает из бутылки джинна, которого называет «Хоттабычем», и это событие вырывает его из жизни в виртуальной реальности и сталкивает с московскими реалиями конца девяностых годов — дворцы, караваны с сокровищами и любая другая крупная собственность могут «навлекать на человека всякие там заботы и скверные истории», а организованная преступность действует под контролем и в интересах офицеров госбезопасности.
Сюжет книги решён в постмодернистском ключе: её страницы населяют такие разнообразные герои, как Билл Гейтс — один из основателей корпорации Microsoft, московские наркоманы, сотрудники ФСБ, персонажи Льюиса Кэрролла, российские бандиты и американские правительственные чиновники, антиглобалисты и китайские антикоммунисты, а также писатель, пишущий книгу о Гене Рыжове.
Хоттабыч на протяжении книги ищет себя и своё место в новом для него мире. Осознание относительности бытия, отсутствия чётких границ между реальным и виртуальным мирами приводит его к восприятию себя как блока информации. Это подготавливает его к новой форме существования — в финале книги, погибнув физически, он, с помощью Геннадия, становится интернет-сайтом.

## Оценки и критика
Книга является ремейком оригинального произведения с новыми деталями. В. Л. Гопман отметил что окружающую героев книги реальность отличает зыбкость и призрачность, что «добро и зло предстают одновременно как абстрактные понятия и конкретные нравственные поступки того или иного персонажа книги или мировой политики».
Для описания такого восприятия мира (характерного для 1990-х годов) автор выбирает соответствующий язык, «другой русский», который Гопман считает стилистической находкой, сам автор в интервью журналу ELLE, также называет русский язык главным героем своей книги. Впрочем многие критики, например Ольга Славникова, встретили это заявление скептически, отметив многочисленные стилистические ошибки.

## Издания
- Медный кувшин старика Хоттабыча. Издатель Захаров, М., 2000 (3 издания), М., 2006, ISBN 5-8159-0638-7. Жанр: Сказка-быль для новых взрослых.

## Экранизации
- х/ф «}{0TT@БЬ)Ч» (2006)